# Unión de Rugby de Misiones
La Unión de Rugby de Misiones es la institución encargada de la organización de torneos de rugby en la provincia de Misiones, Argentina. Se crea en 1977 con 4 clubes de Posadas (Progreso Rowing, Tacurú Social Club, Club Centro de Cazadores y Jockey Club de Posadas) y Talleres de Alem Rugby Club de Leandro N. Alem.
Su selección participa del Campeonato Argentino donde llegó a jugar en la zona campeonato, el nivel más alto del torneo, aunque en la última edición participó de la última categoría, el Super-9 (Zona Estímulo) logrando acceder a la Copa de Oro pero no pudiendo ascender. Además ha participado de distintos Torneos Cross Borders con otras uniones provinciales, principalmente la del Noreste y con uniones nacionales como las de Brasil y Paraguay.

## Clubes afiliados[4]
| - Progreso Rowing (Posadas) - Aguará Rugby Club (Jardín América) - Club Centro de Cazadores (Posadas) - Tacurú Social Club (Posadas) - Posadas Rugby Club (Posadas) - Jockey Club (Posadas) - Lomas Rugby Club (Posadas) - Liceo Naval (Posadas) - Oberá Rugby Club (Oberá) - Club Centro de Cazadores (Posadas) - Club Deportivo Yerbatero Rugby (Apóstoles) | - Cataratas Rugby Club (Puerto Iguazú) - Carayá Rugby Club (Eldorado) - Club Social Argentino (Eldorado) - Azul Rugby Club (Cerro Azul) - Mamangá Rugby Club (Montecarlo) - Los Tingos Rugby Club (Puerto Rico) - Club Atlético Virasoro (Gobernador Virasoro) - Carpinchos Rugby Club (Santo Tomé) - Club Social y Deportivo Yacyretá (Ituzaingó) - Leones Rugby Club (Encarnación, Paraguay) - Talleres (Leandro N. Alem) |

## Palmarés
- Cross Borders (1): 2008 II[5]

## Participación en copas

### Cross Border
- Cross Border 2008 II: Campeón invicto.
- Cross Border del Norte 2010: 2.º puesto.
- Cross Border del Norte 2011: 4.º puesto.